# Повреждения женских половых органов
Повреждения женских половых органов — группа патологических состояний, при которых происходит повреждение репродуктивных органов женщины. В практике акушерства и гинекологии повреждения половых органов вне родового акта наблюдаются достаточно редко. Их классифицируют следующим образом:
- разрывы во время половых сношений;
- повреждения, причиненные инородными телами в половых путях;
- травма наружных половых органов и влагалища бытового и производственного характера, причиненные каким-либо острым предметом;
- удары половых органов, размозжения;
- колотые, резаные и огнестрельные ранения половых органов
- повреждения вследствие врачебной деятельности.

Независимо от причины повреждения для определения его объёма требуется тщательное обследование в условиях стационара, которое включает наряду с первичным осмотром специальные методы (ректоскопию, цистоскопию, рентгенографию, ультрасонарное и УЗИ-исследование и др.).
Разнообразный характер повреждений и жалоб, множество вариантов течения заболевания в зависимости от возраста, конституции и других факторов требуют индивидуальной врачебной тактики. Знание общепризнанных тактических решений позволяет врачу скорой помощи на до госпитальном этапе начать неотложные меры, которые затем будут продолжены в стационаре.

## Повреждения женских половых органов, связанные с половым актом
Основным диагностическим признаком травмы наружных половых органов и влагалища является кровотечение, особенно опасное при повреждении пещеристых тел клитора (corpus cavernosum clitoridis). Изредка причиной кровотечения, которое требует хирургического гемостаза, может стать разрыв мясистой перегородки влагалища. Обычно накладывают один или несколько швов на сосуды, обкалывают новокаином и адреналином гидрохлоридом. Иногда достаточно кратковременного прижатия сосуда.
При гипоплазии наружных половых органов, их атрофии у пожилых женщин, а также при наличии рубцов после травм и язв воспалительного происхождения разрыв слизистой оболочки влагалища может продолжиться вглубь, к наружным половым органам, мочеиспускательному каналу и промежности. В этих случаях для достижения гемостаза понадобится наложить хирургический шов.
Разрыв влагалища может возникнуть при ненормальном положении тела женщины во время полового акта, бурном половом сношении, особенно в состоянии опьянения, а также при использовании в целях насилия посторонних предметов и т. д. Типичным повреждением в подобных обстоятельствах является разрыв сводов влагалища.
Врачи нередко наблюдают большие повреждения наружных половых и смежных органов. Подобными наблюдениями изобилует судебно-медицинская практика, особенно при обследовании несовершеннолетних, подвергшихся изнасилованию. Характерны большие разрывы влагалища, прямой кишки, сводов влагалища вплоть до проникновения в брюшную полость и выпадения кишечника. В некоторых случаях повреждается мочевой пузырь. Несвоевременная диагностика разрывов влагалища может привести к анемии, перитониту и сепсису.
Повреждения органов малого таза диагностируют лишь в специализированном учреждении, поэтому при малейшем подозрении на травму больных госпитализируют в стационар.

## Повреждения вследствие проникновения в половые пути инородных тел
Инородные тела, введенные в половые пути, способны вызвать серьезные нарушения. Из половых путей инородные тела разнообразной формы могут проникнуть в смежные органы, тазовую и брюшную полость. В зависимости от обстоятельств и целей, с которыми инородные тела были введены в половые пути, характер повреждений может меняться. Выделяют 2 группы повреждающих предметов:
- введенные с лечебной целью;
- введенные с целью произвести медицинский или криминальный аборт.

Перечень обстоятельств и причин повреждений половых путей на бытовом уровне может быть значительно расширен: от небольших предметов, часто растительного происхождения (фасоль, горох, семена подсолнечника, тыквы и др.), которые дети прячут во время игр и современных вибраторов для мастурбации до случайных больших предметов, используемых в целях насилия и хулиганских действий.
Если известно, что повреждающий предмет не имел острых концов и режущих краев, и манипуляции немедленно были прекращены, то можно ограничиться наблюдением за больной.
Ведущие симптомы травмы половых органов: боль, кровотечение, шок, лихорадка, истечение из половых путей мочи и кишечного содержимого. Если повреждение произошло во внебольничных условиях, то из двух решений — оперировать или не оперировать — выбирают первое, потому что это избавит больного от фатальных осложнений.
Единственно правильным решением будет госпитализация. При этом учитывая неясность характера и объёма травмы даже при наличии выраженного болевого синдрома обезболивание противопоказано.
Многие трудности, связанные с предоставлением скорой и неотложной медицинской помощи при травме, кровопотере и шоке, могут быть успешно преодолены, если в интересах преемственности на этапах медицинской эвакуации бригада скорой помощи, принимая решение о транспортировке больной, передает информацию об этом в стационар, куда больная будет доставлена.

## Травма наружных половых органов и влагалища бытового и производственного характера, причиненная каким-либо острым предметом
Повреждения подобного характера обусловлены разнообразными причинами, например, падением на заостренный предмет, нападением крупного рогатого скота и др. Известен случай, когда во время катания на лыжах с горы девочка налетела на пень с острыми сучьями. Кроме перелома седалищной кости у неё были множественные ранения органов малого таза.
Ранящий предмет может проникнуть в половые органы непосредственно через влагалище, промежность, прямую кишку, брюшную стенку, повреждая половые и смежные органы (кишечник, мочевой пузырь и мочеиспускательный канал, крупные сосуды). Разнообразие повреждений соответствует их много-симптомности. Существенно, что в одинаковых условиях у одних пострадавших развиваются боль, кровотечение и шок, а в других даже не возникает головокружения, и они самостоятельно добираются в больницу.
Основной опасностью являются ранения внутренних органов, сосудов и загрязнение раны. Это можно обнаружить уже при первичном осмотре, констатируя истечения из раны мочи, кишечного содержимого и крови. Однако, несмотря на большой объём повреждений и привлечение артерий, в некоторых наблюдениях кровотечение может быть незначительным, вероятно, вследствие размозжения тканей.
Если при осмотре на догоспитальном этапе в половых путях обнаружен предмет, которым нанесена травма, то его не следует вытаскивать, так как при этом может усилиться кровотечение.

## Удары половых органов,размозжения
Эти повреждения могут встречаться, например, при дорожно-транспортных происшествиях. Обширные кровоизлияния, даже открытые раны, могут образовываться в тканях, сжатых двумя перемещающимися жёсткими предметами (например, в мягких тканях вульвы при прижатии к лонной кости под действием твёрдого предмета).
Особенностью ушибленных ран является большая глубина повреждения при относительно небольших их размерах. Угрозу представляют повреждения кавернозных тел клитора — источник сильного кровотечения, которое трудно поддается хирургическому гемостазу из-за дополнительной кровопотери из мест наложения зажимов, уколов иглой и даже лигатур.
Долгое прижатие места повреждения к подлежащей кости может не дать ожидаемых результатов, однако к нему все же прибегают на период транспортировки в стационар.
Кровотечением может также сопровождаться попытка достижения гемостаза путём обкалывания кровоточащей раны раствором новокаина и адреналина гидрохлорида. Следует иметь в виду, что повреждения наружных половых органов в результате травмы тупым предметом чаще наблюдается у беременных, что, вероятно, обусловлено усиленным кровоснабжением, варикозным расширением вен под влиянием половых гормонов.
Под влиянием травмы тупым предметом могут возникнуть подкожные гематомы, а при повреждении венозного сплетения влагалища образуются гематомы, распространяющиеся по седалищно-ректальному углублению (fossa ischiorectalis) и промежности (с одной или обеих сторон).
Большие межклеточные пространства могут вместить значительный объём вытекающей крови. В этом случае о кровопотере свидетельствуют расстройства гемодинамики вплоть до шока.
Повреждения наружных половых органов могут сопровождаться травмой смежных органов (политравма), в частности переломом костей таза. В этом случае могут возникать очень сложные сочетанные повреждения, например, разрыв мочеиспускательного канала, отрыв влагалищной трубки от преддверия (vestibulum vaginae), часто с повреждением внутренних половых органов (отрыв матки от сводов влагалища, образование гематом и др.).
При политравме избежать чревосечения и ограничиться консервативными мерами удается редко. Множественный характер повреждений — показания к экстренной госпитализации в хирургическое отделение многопрофильной больницы.

## Колотые,резаныеипулевыеранения половых органов
В основном описаны при насильственных действиях против личности на сексуальной почве. Обычно это простые раны с резаными краями. Они могут быть поверхностными или глубокими (повреждаются внутренние половые и смежные органы). Топография внутренних половых органов такова, что обеспечивает им достаточно надежную защиту. Только во время беременности половые органы, выходя за пределы малого таза, теряют эту защиту и могут быть повреждены наряду с другими органами брюшной полости.
Относительно частоты пулевых поражений внутренних половых органов исчерпывающих статистических данных почти нет, однако в современных условиях женщины могут стать жертвами насилия. Поэтому такой вид повреждений в практике врача скорой помощи совсем не исключен.
Опыт военных конфликтов показал, что большинство раненых женщин с повреждением органов малого таза погибают на догоспитальном этапе от кровотечения и шока. Пулевые ранения не всегда оценивают адекватно. Задача облегчается при сквозном ранении. При наличии входного и выходного отверстий раневого канала нетрудно представить его направление и вероятный объём повреждений внутренних половых органов. Совсем по другому представляется ситуация, когда есть слепое пулевое ранение.
Принимая решение, врач скорой помощи должен исходить из предположения, что в результате ранения возникли множественные повреждения внутренних органов, пока не будет доказано обратное. В связи с этим наиболее целесообразна госпитализация раненой в многопрофильный стационар с хирургическим и гинекологическим отделениями.
Особенно опасны пулевые ранения при беременности. Повреждения матки обычно вызывают большую кровопотерю. Раненую беременную необходимо госпитализировать в акушерское отделение многопрофильной больницы.